# Ichirō Ogimura
Ichirō Ogimura, född 25 juni 1932 i Ito, död 5 december 1994 i Tokyo var en japansk före detta bordtennisspelare och världsmästare i singel, dubbel, mixed dubbel och lag.

## Biografi

### Som spelare
Han spelade sitt första VM 1954 och 1965 – 11 år senare –  sitt åttonde och sista. Under sin karriär tog han 20 medaljer i bordtennis-VM, 12 guld, 5 silver och 3 brons. 

### Efter den aktiva karriären
Efter sin aktiva karriär byggde han upp ett import- och export-företag. Han var också vice ordförande i japanska Bordtennisförbundet. 
Vid ITTF-kongressen under VM 1987 i New Delhi, valdes han till president i ITTF; han hade då redan varit vice-president i åtta år. Detta ämbete hade han fram till sin död 1994.

### Ogimura och Sverige
1959 träffade SBTF ett avtal med Ogimura. Han stannade kvar i Sverige efter SOC och arbetade som rikstränare under fyra månader. Han konstaterade när de fyra månaderna i Sverige nästan gått att: "Svenskarna äter för mycket sötsaker, väldigt bra återväxt på pojksidan, starka men långsamma, flickorna har för dålig fysik, måste träna mycket mer".
1962 lyckades SBTF med att anställa honom igen, den här gången som tränare för svenska landslaget under januari-mars. Han deltog även senare i träningsläger med det svenska landslaget, och han fungerade tidvis som mentor och coach för Stellan Bengtsson.

## Privatliv
Ogimura var gift och hade tre barn. Han dog i lungcancer på ett sjukhus i Tokyo, 5 december 1994. 

## Halls of Fame
- 1997 valdes han in i ITTF:s Hall of Fame.[7]

## Meriter
- Bordtennis VM
  - 1954 i London
    - 1:a plats singel
    - 3:e plats dubbel (med Yoshio Tomita)
    - 1:a plats med det japanska laget

  - 1955 i Utrecht
    - 3:e plats dubbel (med Yoshio Tomita)
    - kvartsfinal mixed dubbel
    - 1:a plats med det japanska laget

  - 1956 i Tokyo
    - 1:a plats singel
    - 1:a plats dubbel (med Yoshio Tomita)
    - kvartsfinal mixed dubbel
    - 1:a plats med det japanska laget

  - 1957 i Stockholm
    - 2:a plats singel
    - 2:a plats dubbel (med Toshiaki Tanaka)
    - 1:a plats mixed dubbel med Fujie Eguchi)
    - 1:a plats med det japanska laget

  - 1959 i Dortmund
    - 3:e plats singel
    - 1:a plats dubbel (med Teruo Murakami)
    - 1:a plats mixed dubbel med Fujie Eguchi)
    - 1:a plats med det japanska laget

  - 1961 i Peking
    - kvartsfinal singel
    - kvartsfinal dubbel
    - 1:a plats mixed dubbel med Kimiyo Matsuzaki)
    - 2:a plats med det japanska laget

  - 1963 i Prag
    - kvartsfinal singel
    - 2:a plats med det japanska laget

  - 1965 i Ljubljana
    - kvartsfinal dubbel
    - 2:a plats med det japanska laget

- Asian Championship TTFA
  - 1953 i Tokyo
    - 1:a plats med det japanska laget

  - 1960 i Bombay
    - 1:a plats singel
    - 1:a plats dubbel
    - 1:a plats mixed dubbel
    - 1:a plats med det japanska laget

- Asian Games
  - 1958 i Tokyo
    - 3:e plats singel
    - 1:a plats mixed dubbel
    - 2:a plats med det japanska laget

  - 1960 i Jakarta
    - 2:a plats singel
    - 2:a plats dubbel
    - 1:a plats mixed dubbel
    - 1:a plats med det japanska laget